# 금와왕
금와왕(金蛙王, 기원전 89년?~기원전 24년, 재위: 기원전 60년~기원전 24년)은 부여의 왕으로 성은 해(解), 이름은 금와(金蛙)이다. 금와(金蛙)는 금빛이 나는 개구리라는 의미이다. 금와는 해부루의 아들이다.

## 생애
부여왕 해부루는 늙도록 아들이 없어서 하늘에 제사를 지내 아들 낳기를 기원하였다. 하루는 그가 탄 말이 곤연(鯤淵)에 이르렀는데, 그 곳에 있던 큰 바위를 보고 말이 눈물을 흘리는 것을 보고, 바위를 치워보게 하였더니, 금빛이 나는 개구리 모양의 어린아이가 있었다. 해부루가 기뻐하여 "이는 하늘이 내게 준 아이로다."라 말하며 아들로 삼으니, 이가 곧 금와이다.
해부루의 뒤를 이어 부여의 왕이 된 금와는, 태백산(太白山) 남쪽의 우발수(優渤水)에서 사냥을 하다가 하백(河伯)의 딸 유화(柳花)를 만나 유화(柳花)를 방에 가두었더니 내리쬐는 햇볕을 받고 잉태하여 알을 낳았는데,금와왕은 그것을 보고 알을 버리게 하였는데 짐승이 알을 밟지 않고 도리어 품어주는 등 기이한 일이 생기자 유화부인에게 그 알을 돌려주었다. 그리고 그 알에서 뒤에 고구려의 시조가 된 추모왕(鄒牟王)이 나왔다. 여기서 ‘추모’를 ‘주몽(朱蒙)’이라는 하는 것은 ‘어리석다라는 뜻’으로 중국이 낮춰 부른 이름이라는 견해가 있다.
추모가 장성하자 대소(帶素)를 비롯한 일곱 왕자들이 그를 시기하여 처치할 것을 건의하였으나 금와는 허락하지 않았다. 그리고 추모에게 말을 기르는 임무를 맡겼다. 이후 추모가 대소의 음모를 피해 도피하자 추격대를 파견하였으나 잡지는 못하였다. 추모가 고구려를 건국한 이후인 기원전 24년 유화가 죽자 태후의 예로 장례를 치렀다. 얼마후 금와가 죽고 대소왕이 뒤를 이었다.

## 금개구리 설화
삼국사기 고구려 본기에 전하기를 어느 날 곤연(鯤淵)이라는 곳에 이르렀는데, 갑자기 타고 있던 말이 큰 돌 앞에 서서 눈물을 흘렸다. 왕이 이상히 여겨 돌을 굴려 보니 그 곳에서 금빛을 두른 개구리 형상의 아이가 나왔다. 해부루 왕은 이를 하늘이 내린 축복이라 여기고 그 아이의 이름을 금와라 짓고 고이 길렀다. 이후 금와는 자라서 태자가 되었고, 해부루가 죽은 뒤에 왕위를 계승하였다. 설화에서 나오는 곤연이라는 지명은 동부여가 멸망한 이후에는 고구려가 관리하는 졸본의 땅에 있었으며 금와의 일족들은 곤연의 호족(豪族)이었다고 알려져 있다.

## 가계
- 조부 : 해모수왕(解慕漱王)
- 조모 : ?
  - 부왕 : 해부루왕(解夫婁王)
  - 모후 : ?
    - 국왕 : 금와왕(金蛙王, 기원전 89년?~기원전 24년, 재위:기원전 60년경~기원전 24년경)
    - 왕비 : ?
      - 장남 : 대소왕(帶素王, 기원전 73년?~서기 22년, 재위:기원전 24년~서기 22년) 동부여 마지막 왕
      - 육남 : 갈사왕(曷思王, 생몰년 미상, 재위:22년~?) 갈사부여의 왕
      - 증손녀 : 해씨 부인

    - 후비 : 유화(柳花, ? ~기원전24년)
      - 아들 : 동명성왕(東明聖王, 기원전 58년~기원전 19년 재위:기원전 37년~기원전 19년)

## 대중 문화속에 나타나는 금와왕
- 《주몽》(MBC, 2006년~2007년, 배우:전광렬)

## 같이 보기
- 한국의 역사

## 참고 문헌
- 김부식 (1145). 〈삼국사기/권13 동명성왕 條〉. 《삼국사기》.
- 일연 (1281). 〈권제1〉. 《삼국유사》.

| 전임 해부루왕 | 제2대 동부여 왕 기원전 60년경 ~ 기원전 24년경 | 후임 대소왕 |